# North Stanwood
North Stanwood és una concentració de població designada pel cens dels Estats Units a l'estat de Washington. Segons el cens del 2000 tenia 468 habitants.

## Demografia
Segons el cens del 2000, North Stanwood tenia 468 habitants, 172 habitatges, i 125 famílies. La densitat de població era de 80,3 habitants per km².
Dels 172 habitatges en un 36,6% hi vivien nens de menys de 18 anys, en un 64% hi vivien parelles casades, en un 6,4% dones solteres, i en un 27,3% no eren unitats familiars. En el 23,3% dels habitatges hi vivien persones soles el 9,9% de les quals corresponia a persones de 65 anys o més que vivien soles. El nombre mitjà de persones vivint en cada habitatge era de 2,72 i el nombre mitjà de persones que vivien en cada família era de 3,24.
Per edats la població es repartia de la següent manera: un 28,8% tenia menys de 18 anys, un 5,3% entre 18 i 24, un 27,4% entre 25 i 44, un 25,2% de 45 a 60 i un 13,2% 65 anys o més.
L'edat mediana era de 40 anys. Per cada 100 dones de 18 o més anys hi havia 103 homes.
La renda mediana per habitatge era de 58.194 $ i la renda mediana per família de 65.139 $. Els homes tenien una renda mediana de 40.179 $ mentre que les dones 35.469 $. La renda per capita de la població era de 24.128 $. Cap de les famílies i l'1,6% de la població estaven per davall del llindar de pobresa.

## Poblacions més properes
El següent diagrama mostra les poblacions més properes.